# Członkowie honorowi Polskiego Towarzystwa Turystyczno-Krajoznawczego
Członek Honorowy PTTK – najwyższe wyróżnienie w PTTK. Godność nadawana członkom zwyczajnym Polskiego Towarzystwa Turystyczno-Krajoznawczego, szczególnie zasłużonym dla rozwoju turystyki i krajoznawstwa w Polsce. Nadawanie godności Członka Honorowego PTTK należy do kompetencji Walnego Zjazdu PTTK. Wniosek w tej sprawie składa Zarząd Główny Towarzystwa.

## Lista członków honorowych PTTK

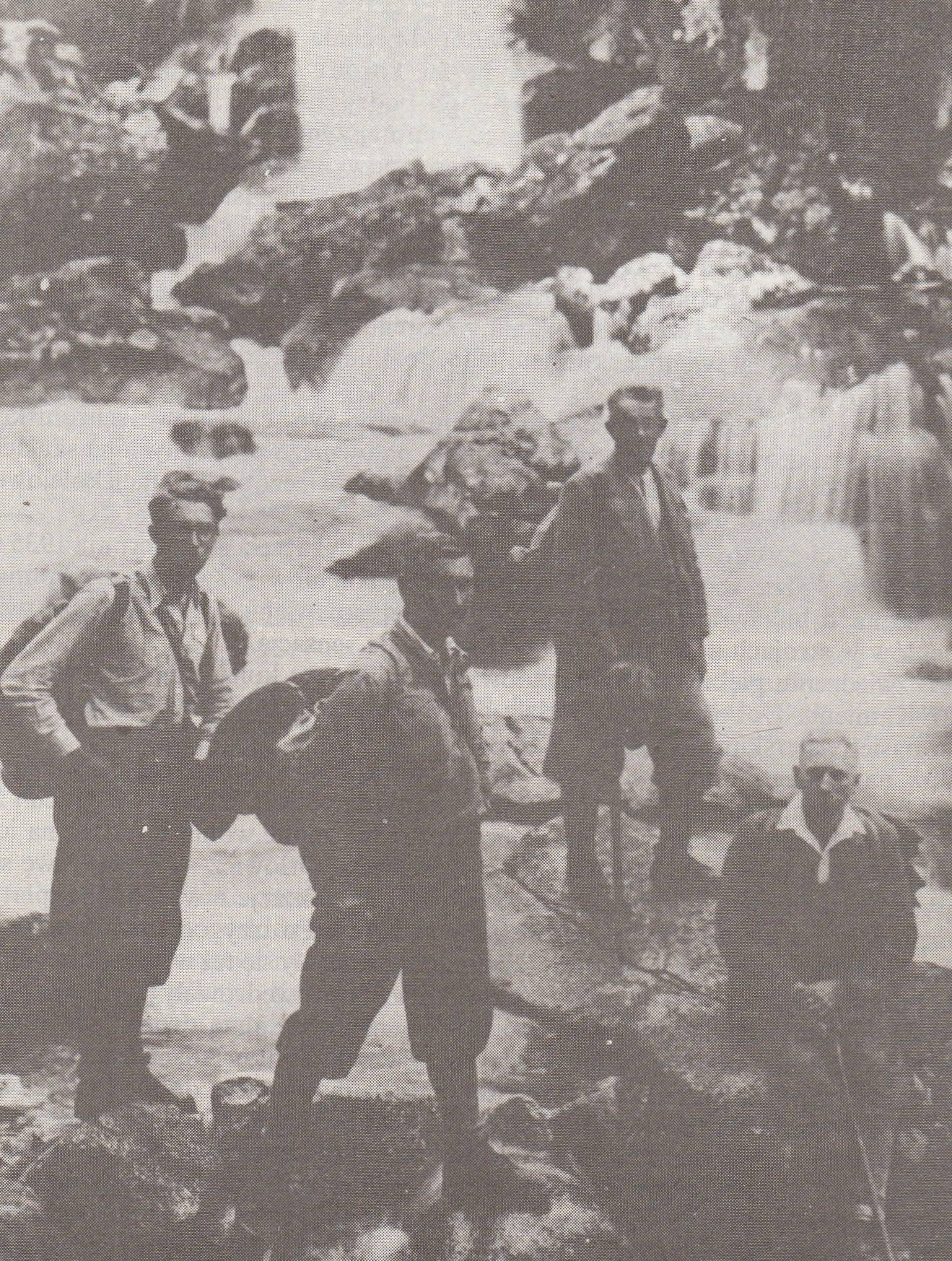
Dwaj spośród członków honorowych PTTK przy wodospadach Zimnej Wody w Tatrach – Tadeusz Dohnalik (pierwszy z lewej) i Mieczysław Orłowicz (trzeci z lewej)

1. Antoni Adamczak (ur. 1936) – godność członka honorowego od 4 września 2009
2. Maria Aleksandrowicz (1899–1987) – godność członka honorowego od 5 czerwca 1981
3. Paweł Anders (ur. 1948) – godność członka honorowego od 15 września 2017
4. Leonid Andrejew (1918–2011) – godność członka honorowego od 4 września 2009
5. Anna Wanda Andrusikiewicz (1926–2012) – godność członka honorowego od 26 lutego 1993
6. Władysław Andruszkiewicz (1909–1987) – godność członka honorowego od 14 czerwca 1985
7. Henryk Antkowiak (1934–2020)[1] – godność członka honorowego od 4 września 2009
8. Włodzimierz Antoniewicz (1893–1973) – godność członka honorowego od 15 maja 1965
9. Krystyna Anusiewicz (1943-2023)[2] – godność członka honorowego od 3 grudnia 2022
10. Marek Ferdynand Arczyński (1900–1979) – godność członka honorowego od 26 listopada 1972
11. Jan Bałdowski (1917–1999) – godność członka honorowego od 26 lutego 1993
12. Mieczysław Banaczyk (1926–2020)[3] – godność członka honorowego od 14 września 2001
13. Zygmunt Beczkowicz (1887–1985) – godność członka honorowego od 4 maja 1962
14. Bohdan Bełdowski (1912–1988) – godność członka honorowego od 14 czerwca 1985
15. Jerzy Beuth (ur. 1922–2015) – godność członka honorowego od 4 września 2009
16. Lech Białkowski (ur. 1932) – godność członka honorowego od 14 września 2013
17. Zofia Biedrzycka-Gozdek (1919–2012) – godność członka honorowego od 14 września 2001
18. Wojciech Biedrzycki (ur. 1940) – godność członka honorowego od 16 września 2005
19. Janusz Biegajło (1929–2017) – godność członka honorowego od 5 września 1997
20. Konrad Bielecki (1942–2020)[4] – godność członka honorowego od 14 września 2001
21. Leopold Bieniasz (1924–2005) – godność członka honorowego od 14 września 2001
22. Władysław Bieńkowski (1906–1991) – godność członka honorowego od 15 maja 1965
23. Lucjusz Bilik (ur. 1950) – godność członka honorowego od 14 września 2013
24. Edward Biszorski (1909–1995) – godność członka honorowego od 13 stycznia 1990
25. Tadeusz Blejarski (1926–2014)[5] – godność członka honorowego od 14 września 2001
26. Zbigniew Błażejewski (1914–1998) – godność członka honorowego od 26 lutego 1993
27. Wiktor Bobrowski (ur. 1911) – godność członka honorowego od 26 października 1989
28. Jan Bogucki (1941–2012)[6] – godność członka honorowego od 4 września 2009
29. Józef Boguszewski (1901–1986) – godność członka honorowego od 5 czerwca 1981
30. Lech Bolt (1932–2015) – godność członka honorowego od 14 września 2001
31. Danuta Jadwiga Borkowska (ur. 1929) – godność członka honorowego od 14 września 2013
32. Zbigniew Boroński (1934–2011) – godność członka honorowego od 14 września 2001[7]
33. Małgorzata Borsukowska-Stefaniczek (1944-2024)[8] – godność członka honorowego od 14 września 2013
34. Zygmunt Bracławik (1929–2021[9]) – godność członka honorowego od 15 września 1997
35. Janusz Brandys (1910–2005) – godność członka honorowego od 14 czerwca 1985
36. Juliusz Braun (1904–1990) – godność członka honorowego od 26 października 1989
37. Stanisław Bronisz-Młyńczak (1940–2015) – godność członka honorowego od 14 września 2013
38. Zdzisław Brzeziński (1913–2006) – godność członka honorowego od 14 czerwca 1985
39. Leonard Budniak (ur. 1931) – godność członka honorowego od 14 września 2001
40. Witold Budziński (1915–1999) – godność członka honorowego od 14 czerwca 1985
41. Ignacy Bujak (1890–1979) – godność członka honorowego od 11 maja 1968
42. Józefa Bzowska (1907–1984) – godność członka honorowego od 26 listopada 1972
43. Stefan Całczyński (1905–2002) – godność członka honorowego od 26 października 1989
44. Zygmunt Cebula (ur. 1944) – godność członka honorowego od 15 września 2017
45. Władysław Chmura (1937-2022)[10] – godność członka honorowego od 16 września 2005
46. Romuald Cholewa (ur. 1939) – godność członka honorowego od 15 września 2017
47. Marian Chudy (1924–2012) – godność członka honorowego od 5 września 1997
48. Stanisław Chwaliński (ur. 1933) – godność członka honorowego od 14 września 2013
49. Adam Chyżewski (1936–2011) – godność członka honorowego od 14 września 2001
50. Elżbieta Cicha (1924–2018) – godność członka honorowego od 4 września 2009
51. Helena Cieślak (1935–2011) – godność członka honorowego od 16 września 2005[11]
52. Wacław Ciupidro (1932–2016) – godność członka honorowego od 4 września 2009
53. Bronisław Cmela (1913–1991) – godność członka honorowego od 14 czerwca 1985
54. Adam Czarnowski (1918–2010) – godność członka honorowego od 26 października 1989
55. August Czarnynoga (1905–1986) – godność członka honorowego od 14 czerwca 1985
56. Jan Janusz Czyszczonik (1918–2011) – godność członka honorowego od 26 października 1989
57. Tadeusz Ćwik (Władysław Stopczyk) (1899–1968) – godność członka honorowego od 15 maja 1965
58. Henryk Dąbrowski (1912–1994) – godność członka honorowego od 13 stycznia 1990
59. Marek Paweł Dąbrowski (ur. 1951) – godność członka honorowego od 3 grudnia 2022
60. Kazimierz Denek (1932–2016) – godność członka honorowego od 5 września 1997
61. Józef Denkiewicz (1901–1986) – godność członka honorowego od 14 czerwca 1985
62. Jan Wacław Derejczyk (1933–2018) – godność członka honorowego od 14 września 2001
63. Wacław Dobrowolski (1912–2001) – godność członka honorowego od 13 stycznia 1990
64. Jerzy Doening (1908–1985) – godność członka honorowego od 5 czerwca 1981
65. Tadeusz Dohnalik (1908–1992) – godność członka honorowego od 14 czerwca 1985
66. Mieczysław Domagała (1909–1997) – godność członka honorowego od 5 czerwca 1981
67. Waldemar Doniec (1922–2010) – godność członka honorowego od 14 września 2001
68. Tadeusz Dorawski (1909–2002) – godność członka honorowego od 5 czerwca 1981
69. Jerzy Dotkiewcz (1911–1998) – godność członka honorowego od 26 października 1989
70. Ferdynand Drabik (1911–1988) – godność członka honorowego od 5 czerwca 1981
71. Jan Dworczyk (1928–2011) – godność członka honorowego od 5 września 1997
72. Janina Dwornicka (ur. 1939) – godność członka honorowego od 15 września 2017
73. Stanisław Dygasiewicz (1927–2016) – godność członka honorowego od 26 lutego 1993
74. Beata Dziduszko (1940-2024)[12] – godność członka honorowego od 4 września 2009
75. Władysław Dziedzic (ur. 1936) – godność członka honorowego od 4 września 2009
76. Marian Dziwok (ur. 1938) – godność członka honorowego od 14 września 2001
77. Arkady Fiedler (1894–1985) – godność członka honorowego od 15 maja 1965
78. Bolesław Filipowski (1907–1990) – godność członka honorowego od 14 czerwca 1985
79. Władysław Frysztak (1923–2020)[13] – godność członka honorowego od 16 września 2005
80. Lechosław Fularski (1921–2007) – godność członka honorowego od 26 października 1989
81. Stanisław Gabryszewski (1905–1986) – godność członka honorowego od 17 kwietnia 1977
82. Aleksander Gajewski (1919–1993) – godność członka honorowego od 13 stycznia 1990
83. Jerzy Wiktor Gajewski (ur. 1946) – godność członka honorowego od 15 września 2017
84. Piotr Gajewski (1902–1975) – godność członka honorowego od 24 marca 1972
85. Karol Ganzel (1914–1997) – godność członka honorowego od 26 października 1989
86. Jadwiga Garapich (ur. 1930) – godność członka honorowego od 3 grudnia 2022
87. Zbigniew Garbaczewski (1929–2004) – godność członka honorowego od 14 września 2001
88. Zdzisław Marian Gasz (ur. 1937) – godność członka honorowego od 4 września 2009
89. Henryk Gawarecki (1912–1989) – godność członka honorowego od 14 czerwca 1985
90. Józef Marian Gądor (1936–2011) – godność członka honorowego od 5 września 1997
91. Zenon Jan Gąstoł (1925–2003) – godność członka honorowego od 14 września 2001
92. Stanisław Gąsienica-Byrcyn (1887–1967)[14] – godność członka honorowego od 4 maja 1962
93. Henryk Ginter (1899–1978)[15] – godność członka honorowego od 17 kwietnia 1977
94. Walery Goetel (1889–1972) – godność członka honorowego od 17 grudnia 1950
95. Feliks Gołębiewski (ur. 1936) – godność członka honorowego od 4 września 2009
96. Jan Gorczyca (1937–2013) – godność członka honorowego od 16 września 2005
97. Andrzej Gordon (ur. 1945) – godność członka honorowego od 4 września 2009
98. Ludwik Józef Gomolec (1914–1996) – godność członka honorowego od 26 października 1989
99. Adam Gomolewski (1907–1996) – godność członka honorowego od 13 stycznia 1990
100. Stanisław Gończaruk (1922–2008) – godność członka honorowego od 14 września 2001
101. Alicja Gotowt-Jeziorska (ur. 1939) – godność członka honorowego od 15 września 2017
102. Wanda Grabska (1913–2000) – godność członka honorowego od 5 czerwca 1981
103. Krystian Grajczak (ur. 1961) – godność członka honorowego od 3 grudnia 2022
104. Stanisław Grochociński (ur. 1932) – godność członka honorowego od 14 września 2013
105. Tadeusz Gumiński (1906–2003) – godność członka honorowego od 26 października 1989
106. Barbara Janina Guzik (1939-2022)[16] – godność członka honorowego od 14 września 2013
107. Władysław Gwardys (1933–2017) – godność członka honorowego od 5 września 1997
108. Antoni Hadała (1934-2024)[17] – godność członka honorowego od 4 września 2009
109. Henryk Hadasz (1935–2021)[18] – godność członka honorowego od 15 września 2017
110. ks. inf. Tadeusz Hanelt (1940–2020)[19] – godność członka honorowego od 16 września 2005
111. Ryszard Jan Harajda (1921–1999) – godność członka honorowego od 13 stycznia 1990
112. Tadeusz Harazin (ur. 1937) – godność członka honorowego od 14 września 2013
113. Marian Hawrysz (ur. 1949) – godność członka honorowego od 15 września 2017
114. Kazimiera Helmin (1922–2016) – godność członka honorowego od 14 września 2001
115. Kazimierz Hempel (1910–1994) – godność członka honorowego od 26 października 1989
116. Czesław Herman (1909–2000) – godność członka honorowego od 26 października 1989
117. Emil Leon Hojniak (ur. 1946) – godność członka honorowego od 15 września 2017
118. Mieczysław Holz (1916–1999) – godność członka honorowego od 13 stycznia 1990
119. Antoni Hołowiński (1915–2001) – godność członka honorowego od 17 kwietnia 1977
120. Izabella Horodecka (1908–2010) – godność członka honorowego od 26 października 1989
121. Józefa Hunek (1911–2002) – godność członka honorowego od 26 października 1989
122. Stefania Cecylia Jabłońska (ur. 1951) – godność członka honorowego od 14 września 2013
123. Edward Jabłoński (1942–2011) – godność członka honorowego od 16 września 2005
124. Eugeniusz Krzysztof Jacek (ur. 1958) – godność członka honorowego od 3 grudnia 2022
125. Marek Jaczewski (1926–2017) – godność członka honorowego od 14 września 2001
126. Marian Jakubik (1926–2004) – godność członka honorowego od 5 września 1997
127. Adam Jakubowski (ur. 1949) – godność członka honorowego od 3 grudnia 2022
128. Stefan Jakubowski (1932–2020)[20] – godność członka honorowego od 4 września 2009
129. Andrzej Jankowski (ur. 1927) – godność członka honorowego od 4 września 2009
130. Jerzy Jarociński (1916–2001) – godność członka honorowego od 13 stycznia 1990
131. Andrzej Jan Jasiński (ur. 1939) – godność członka honorowego od 3 grudnia 2022
132. Marian Jaskuła (1932–2021[21]) – godność członka honorowego od 16 września 2005
133. Franciszek Jaśkowiak (1903–1983) – godność członka honorowego od 5 czerwca 1981
134. Stanisław Jeżewski (1898–1989) – godność członka honorowego od 26 października 1989
135. Zygmunt Jodłowski (1921–1990) – godność członka honorowego od 26 października 1989
136. Barbara Kaczmarek (1920–2017) – godność członka honorowego od 13 stycznia 1990
137. Jerzy Kalarus (ur. 1947) – godność członka honorowego od 14 września 2013
138. Eugenia Kaleniewicz (1908–1999) – godność członka honorowego od 5 czerwca 1981
139. Karol Kaleta (1905–1990) – godność członka honorowego od 26 października 1989
140. Janusz Kalinowski (1934–2007) – godność członka honorowego od 14 września 2001
141. Władysław Kałużny (1901–1993) – godność członka honorowego od 5 czerwca 1981
142. Henryk Kamiński (1909–1994) – godność członka honorowego od 26 października 1989
143. Józef Kamiński (1927–2019) – godność członka honorowego od 4 września 2009
144. Jerzy Kapłon (ur. 1956) – godność członka honorowego od 3 grudnia 2022
145. Jerzy Kapuściński (1939–2011) – godność członka honorowego od 14 września 2001
146. Witold Kasprzewski (1922–2002) – godność członka honorowego od 14 września 2001
147. Tadeusz Kaszper (1906–1984) – godność członka honorowego od 17 kwietnia 1977
148. Stanisław Keller (1925–2023)[22] – godność członka honorowego od 5 września 1997
149. Eugeniusz Kędzierski (1918–2017) – godność członka honorowego od 14 września 2001
150. Anna Kirchner (ur. 1948) – godność członka honorowego od 14 września 2013
151. Zygmunt Kleszczyński (1906–1986) – godność członka honorowego od 17 kwietnia 1977
152. Jerzy Stanisław Klimko[23] (1922–2011) – godność członka honorowego od 5 września 1997
153. Józef Maria Klimko (1935–2023)[24] – godność członka honorowego od 14 września 2013
154. Zenon Kliszko (1908–1989) – godność członka honorowego od 15 maja 1965
155. Zdzisław Kobyłka (ur. 1939) – godność członka honorowego od 4 września 2009
156. Józef Kołodziejczyk (1892–1963) – godność członka honorowego od 4 maja 1962
157. Bogdan Komorowski (ur. 1946) – godność członka honorowego od 15 września 2017
158. Andrzej Konarski (ur. 1938) – godność członka honorowego od 14 września 2013
159. Kazimierz Konopka (1910–1988) – godność członka honorowego od 14 czerwca 1985
160. Sławomir Korpysz (ur. 1960) – godność członka honorowego od 3 grudnia 2022
161. Krystian Korus (ur. 1959) – godność członka honorowego od 3 grudnia 2022
162. Władysław Kosterski-Spalski (1892–1973) – godność członka honorowego od 26 listopada 1972
163. Szymon Koszyk (1891–1972) – godność członka honorowego od 15 maja 1965
164. Roman Kościński (1933–2022)[25] – godność członka honorowego od 4 września 2009
165. Marian Kotarski (ur. 1947) – godność członka honorowego od 15 września 2017
166. Tadeusz Kowalewski (1917–2002) – godność członka honorowego od 26 października 1989
167. Eugeniusz Kowalski (1936–2021)[26] – godność członka honorowego od 16 września 2005
168. Roman Kowalski (1938-2023)[27] – godność członka honorowego od 14 września 2013
169. Władysław Kowalski (1921–1993) – godność członka honorowego od 26 października 1989
170. Maria Kozak (1904–1988) – godność członka honorowego od 14 czerwca 1985
171. Edward Kozanowski (ur. 1944) – godność członka honorowego od 4 września 2009
172. Ryszard Koziara (1918–2018) – godność członka honorowego od 14 września 2001
173. Jerzy Kozieł (1938–2016) – godność członka honorowego od 4 września 2009[28]
174. Edwin Franciszek Kozłowski (ur. 1940) – godność członka honorowego od 16 września 2005
175. Zbigniew Kresek (ur. 1935) – godność członka honorowego od 5 września 1997
176. Andrzej Krochmal (1956-2023)[29] – godność członka honorowego od 3 grudnia 2022
177. Władysław Krygowski (1906–1998) – godność członka honorowego od 26 listopada 1972
178. Marek Krzan (ur. 1947) – godność członka honorowego od 3 grudnia 2022
179. Marek Piotr Krzemień (ur. 1945) – godność członka honorowego od 4 września 2009
180. Jan Krzysztoń (1948–2021)[30] – godność członka honorowego od 15 września 2017
181. Wiesław Kucia (1932–2017) – godność członka honorowego od 4 września 2009
182. Edward Kudelski (1948-2025)[31] – godność członka honorowego od 4 września 2009
183. Andrzej Kudlaszyk (ur. 1949) – godność członka honorowego od 15 września 2017
184. Helena Kujawa (1909–1994) – godność członka honorowego od 26 lutego 1993
185. Zbigniew Kulczycki (1916–1982) – godność członka honorowego od 26 listopada 1972
186. Mieczysława Aleksandra Kulczyńska (1916–1997) – godność członka honorowego od 17 kwietnia 1977
187. Stanisław Kulczyński (1895–1975) – godność członka honorowego od 15 maja 1965
188. Ryszard Kunce (ur. 1941) – godność członka honorowego od 14 września 2013
189. Jadwiga Kuśmierek (1922–2021)[32] – godność członka honorowego od 13 stycznia 1990
190. Edward Kutyła (ur. 1950) – godność członka honorowego od 14 września 2013
191. Jerzy Kwaczyński (ur. 1947) – godność członka honorowego od 15 września 2017
192. Wacław Kwaśniewski (1906–1986) – godność członka honorowego od 14 czerwca 1985
193. Zygmunt Kwiatkowski (1933–2005) – godność członka honorowego od 5 września 1997
194. Stanisław Jan Lenartowicz (1890–1971) – godność członka honorowego od 15 maja 1965 r.[33]
195. Anna Leszczyńska (1924–2018) – godność członka honorowego od 16 września 2005
196. Stanisław Marian Leszczycki[34] (1907–1996) – godność członka honorowego od 17 grudnia 1950[35]
197. Stanisław Leśnik (ur. 1939) – godność członka honorowego od 15 września 2017
198. Zbigniew Lewandowski (ur. 1951) – godność członka honorowego od 3 grudnia 2022
199. Jan Lewicki (ur. 1939) – godność członka honorowego od 15 września 2017
200. Teofil Ligenza vel Ozimek (1912–2009) – godność członka honorowego od 5 września 1997
201. Bogdan Lipiński (1942-2025)[36] – godność członka honorowego od 14 września 2013
202. Wojciech Lipniacki (1918–1996) – godność członka honorowego od 13 stycznia 1990
203. Ignacy Loga-Sowiński (1914–1992) – godność członka honorowego od 15 maja 1965
204. Jan Lorenc (ur. 1922) – godność członka honorowego od 5 września 1997
205. Stanisław Lorentz (1899–1991) – godność członka honorowego od 15 maja 1965
206. Andrzej Łabno (ur. 1951) – godność członka honorowego od 15 września 2017
207. Wiesław Łagiewski (1929–2017) – godność członka honorowego od 14 września 2013
208. Czesław Łapiński (1912–1989) – godność członka honorowego od 14 czerwca 1985
209. Jerzy Łatwiński (1926–2019[37]) – godność członka honorowego od 4 września 2009
210. Włodzimierz Łęcki (ur. 1937) – godność członka honorowego od 14 września 2001
211. Elżbieta Łobacz-Bącal (ur. 1951) – godność członka honorowego od 3 grudnia 2022
212. Bernard Milewski (ur. 1951) – godność członka honorowego od 3 grudnia 2022
213. Włodzimierz Majdewicz (ur. 1944) – godność członka honorowego od 16 września 2005
214. Mieczysław Majewicz (1899–1985) – godność członka honorowego od 14 czerwca 1985
215. Edward Sławomir Maleta (ur. 1938) – godność członka honorowego od 14 września 2013
216. Zbigniew Malinowski (1935–2019[38]) – godność członka honorowego od 14 września 2001
217. Bohdan Małachowski (1902–1964) – godność członka honorowego od 4 maja 1962
218. Józef Małecki (1919–2002) – godność członka honorowego od 26 października 1989
219. Tadeusz Małecki (ur. 1931) – godność członka honorowego od 16 września 2005
220. Ryszard Małkowski (ur. 1939) – godność członka honorowego od 15 września 2017
221. Ryszard Mamenas (ur. 1943) – godność członka honorowego od 15 września 2017
222. Franciszek Mamuszka (1905–1995) – godność członka honorowego od 26 listopada 1972
223. Władysław Manduk (1910–1989) – godność członka honorowego od 14 czerwca 1985
224. Maria Maranda (ur. 1944) – godność członka honorowego od 4 września 2009
225. Antoni Marchwicki (ur. 1946) – godność członka honorowego od 14 września 2013
226. Tadeusz Markowski (ur. 1942) – godność członka honorowego od 14 września 2013
227. Tadeusz Martusewicz (1935–2016)[39] – godność członka honorowego od 5 września 1997
228. Jędrzej Marusarz Jarząbek (1877–1961) – godność członka honorowego od 17 grudnia 1950
229. Adam Massalski (ur. 1942) – godność członka honorowego od 4 września 2009
230. Edmund Massalski (1886–1975) – godność członka honorowego od 4 maja 1962
231. Ryszard Mazur (ur. 1944) – godność członka honorowego od 16 września 2005
232. Krzysztof Radosław Mazurski (1946–2016) – godność członka honorowego od 14 września 2013
233. Wiktor Medwecki (1893–1992) – godność członka honorowego od 17 kwietnia 1977
234. Szczepan Męcnarowski (1928–2020)[40] – godność członka honorowego od 4 września 2009
235. Władysław Mianowski (1926–2017) – godność członka honorowego od 14 września 2001
236. Horst Michacz (1931–2014[41]) – godność członka honorowego od 14 września 2001
237. Andrzej Michalczyk (1928–2013)[42] – godność członka honorowego od 4 września 2009
238. Jadwiga Michalicka (1915–1992) – godność członka honorowego od 26 października 1989
239. Andrzej Michalik (1949–2019[43]) – godność członka honorowego od 14 września 2013
240. Mieczysław Michalski (1908–2011) – godność członka honorowego od 5 września 1997
241. Władysław Midowicz (1907–1993) – godność członka honorowego od 14 czerwca 1985
242. Franciszek Midura (ur. 1939) – godność członka honorowego od 14 września 2001
243. Kazimierz Miedziński (1907–1988) – godność członka honorowego od 6 czerwca 1981
244. Ryszard Mielnik (1924–2000) – godność członka honorowego od 26 października 1989
245. Edmund Mieroszewicz (1898–1987) – godność członka honorowego od 11 maja 1968
246. Zdzisław Józef Migurski (1925-2011)[44] – godność członka honorowego od 14 września 2001
247. Adolf Mikulec (ur. 1935) – godność członka honorowego od 4 września 2009
248. Józef Mikulski (1888–1968) – godność członka honorowego od 15 maja 1965
249. Ryszard Miler (ur. 1937) – godność członka honorowego od 14 września 2013
250. Wojciech Militz (1926–2018)[45] – godność członka honorowego od 14 września 2013
251. Jan Miłkowski (1930–2002) – godność członka honorowego od 14 września 2001
252. Henryk Miłoszewski (ur. 1957) – godność członka honorowego od 15 września 2017
253. Antoni Morawski (ur. 1938) – godność członka honorowego od 15 września 2017
254. Paweł Mordal (ur. 1965) – godność członka honorowego od 3 grudnia 2022
255. Mieczysław Moroniewicz (1907–1997) – godność członka honorowego od 13 stycznia 1990
256. Edward Moskała (1926–1995) – godność członka honorowego od 26 października 1989
257. Elżbieta Moszczyńska (ur. 1952) – godność członka honorowego od 3 grudnia 2022
258. Lucjan Motyka (1915–2006) – godność członka honorowego od 15 maja 1965
259. Czesław Mrowiec (1925–2019)[46] – godność członka honorowego od 16 września 2005
260. Wojciech Napiórkowski (ur. 1949) – godność członka honorowego od 15 września 2017
261. Zygmunt Nasalski (ur. 1943) – godność członka honorowego od 14 września 2013
262. Roman Nitribitt (1893–1988) – godność członka honorowego od 14 czerwca 1985
263. Aleksandra Nowaczyk (1935-2024)[47] – godność członka honorowego od 14 września 2013
264. Jerzy Nowak (1910–2001) – godność członka honorowego od 5 czerwca 1981
265. Marian Nowak (ur. 1941) – godność członka honorowego od 16 września 2005
266. Stanisław Nowak (1907–1994) – godność członka honorowego od 26 lutego 1993
267. Tadeusz Nowakowski (1909–1993) – godność członka honorowego od 17 kwietnia 1977
268. Władysław Ogrodziński (1918–2012) – godność członka honorowego od 5 czerwca 1981
269. Mieczysław Orłowicz (1881–1959) – godność członka honorowego od 17 grudnia 1950
270. Stanisław Osiecki (1875–1967) – godność członka honorowego od 4 maja 1962
271. Zenon Owsianowski (ur. 1940) – godność członka honorowego od 15 września 2017
272. Jerzy Pabian (ur. 1946) – godność członka honorowego od 15 września 2017
273. Henryk Paciej (1943–2021)[48] – godność członka honorowego od 14 września 2013
274. Edmund Padechowicz (1890–1978) – godność członka honorowego od 17 kwietnia 1977
275. Danuta Paderewska (1939–2017) godność członka honorowego od 6 września 2009
276. Jan Palider (ur. 1938) – godność członka honorowego od 14 września 2013
277. Józef Partyka (ur. 1947) – godność członka honorowego od 15 września 2017
278. Wojciech Pasek (ur. 1959) – godność członka honorowego od 3 grudnia 2022
279. Antoni Patla (1897–1977) – godność członka honorowego od 26 listopada 1972
280. Eugeniusz Paukszta (1916–1979) – godność członka honorowego od 15 maja 1965
281. Stanisław Pawlicki (1924–2021)[49] – godność członka honorowego od 14 września 2001
282. Jerzy Pawlik (1919–2009) – godność członka honorowego od 26 lutego 1993
283. Małgorzata Pawłowska (ur. 1955) – godność członka honorowego od 3 grudnia 2022
284. Tadeusz Pawłowski (ur. 1927) – godność członka honorowego od 16 września 2005
285. Zbigniew Wacław Pękala (ur. 1946) – godność członka honorowego od 14 września 2013
286. Józef Marian Piotrowicz (ur. 1942) – godność członka honorowego od 14 września 2013
287. Wiesław Piprek (ur. 1945) – godność członka honorowego od 3 grudnia 2022
288. Czesław Piskorski (1915–1987) – godność członka honorowego od 14 czerwca 1985
289. Andrzej Piwoński (1928–2018) – godność członka honorowego od 14 września 2001
290. Zbigniew Płonka (1912–1985) – godność członka honorowego od 14 czerwca 1985
291. Władysława Podobińska (1911–1986) – godność członka honorowego od 14 czerwca 1985
292. Stanisław Polański (ur. 1946) – godność członka honorowego od 3 grudnia 2022
293. Eryk Porąbka (1914–1998) – godność członka honorowego od 14 czerwca 1985
294. Jerzy Przezdziecki (1914–1994)[50] – godność członka honorowego od 5 czerwca 1981
295. Mateusz Przyjazny (ur. 1957) – godność członka honorowego od 3 grudnia 2022
296. Janusz Ptasiński (ur. 1943) – godność członka honorowego od 16 września 2005
297. Edward Rachfałowski (1937–2012) – godność członka honorowego od 16 września 2005
298. Jerzy Bogdan Raczek (ur. 1938) – godność członka honorowego od 16 września 2005
299. Tadeusz Radda (1910–1999) – godność członka honorowego od 13 stycznia 1990
300. Stanisław Radomski (ur. 1934) – godność członka honorowego od 14 września 2001
301. Wiesław Michał Radomski (1939–2023)[51] – godność członka honorowego od 4 września 2009
302. Adam Rapacki (1909–1970) – godność członka honorowego od 15 maja 1965
303. Zbigniew Ratajski (1908–2005) – godność członka honorowego od 5 września 1997
304. Tadeusz Rauchfleisz (1934-2023)[52] – godność członka honorowego od 4 września 2009
305. Włodzimierz Reczek (1911–2004) – godność członka honorowego od 15 maja 1965
306. Andrzej Rembalski (ur. 1944) – godność członka honorowego od 16 września 2005
307. Józef Rusiecki (ur. 1936) – godność członka honorowego od 14 września 2013
308. Andrzej Ruszkowski (ur. 1936) – godność członka honorowego od 14 września 2013
309. Tymoteusz Ryhanycz (ur. 1930–2022)[53] – godność członka honorowego od 14 września 2013
310. Bogusław Rybski (1922–2007) – godność członka honorowego od 26 lutego 1993[54]
311. Tadeusz Rycerski (1927–1993) – godność członka honorowego od 26 października 1989
312. Janusz Satora (1934–2018) – godność członka honorowego od 4 września 2009
313. Franciszek Ksawery Sawicki (1899–1994) – godność członka honorowego od 17 grudnia 1950
314. Zofia Sikora (1951–2015) – godność członka honorowego od 14 września 2013
315. Zbigniew Siudak (1925–2010)[55] – godność członka honorowego od 5 września 1997
316. Eugeniusz Skrzypek (1923-2022)[56] – godność członka honorowego od 26 października 1989
317. Zygmunt Sładkowski (1917–2006) – godność członka honorowego od 26 października 1989
318. Adam Bratysław Słomczyński (1903–1980) – godność członka honorowego od 26 listopada 1972
319. Tadeusz Sobieszek (ur. 1941) – godność członka honorowego od 16 września 2005
320. Zygmunt Solarski (ur. 1936) – godność członka honorowego od 14 września 2013
321. Władysław Sosna (1933–2020)[57] – godność członka honorowego od 15 września 2017
322. Stefan Sosnowski (1922–1994) – godność członka honorowego od 26 października 1989
323. Marian Spychalski (1906–1980) – godność członka honorowego od 15 maja 1965
324. Jan Staszel (1915–2003) – godność członka honorowego od 5 września 1997
325. Marek Staffa (ur. 1942) – godność członka honorowego od 4 września 2009
326. Wojciech Stankiewicz (1936–2020)[58] – godność członka honorowego od 4 września 2009
327. Kazimierz Staszewski (1897–1968) – godność członka honorowego od 4 maja 1962
328. Józef Staśko (1900–1978) – godność członka honorowego od 17 kwietnia 1977
329. Stefan Stefański (1914–1998) – godność członka honorowego od 26 lutego 1993
330. Tadeusz Stefański (1930–2015) – godność członka honorowego od 16 września 2005
331. Władysław Stendera (1925–2000) – godność członka honorowego od 26 października 1989
332. Włodzimierz Strasburger (1905–1984)[59] – godność członka honorowego od 17 kwietnia 1977
333. Stanisław Strojny (ur. 1947) – godność członka honorowego od 3 grudnia 2022
334. Andrzej Stróżecki (1937–2016) – godność członka honorowego od 4 września 2009
335. Gerard Suchanek (1930–2017) – godność członka honorowego od 14 września 2001
336. Włodzimierz Szafiński (ur. 1946) – godność członka honorowego od 15 września 2017
337. Tadeusz Szczerba (1926–2003) – godność członka honorowego od 5 września 1997
338. Aniela Szlompek (ur. 1932) – godność członka honorowego od 14 września 2001
339. Tytus Szlompek (1933–2013[60]) – godność członka honorowego od 16 września 2005
340. Jerzy Szociński (ur. 1953) – godność członka honorowego od 3 grudnia 2022
341. Wincentyna Wanda Szoska (1919-2012)[61]  – godność członka honorowego od 4 września 2009
342. Jerzy Szukalski (1927–2012)[62] – godność członka honorowego od 16 września 2005
343. Jolanta Szulc (ur. 1949) – godność członka honorowego od 3 grudnia 2022
344. Stanisław Szuszkiewicz (ur. 1932) – godność członka honorowego od 4 września 2009
345. Alojzy Szupina (1929-2024)[63] – godność członka honorowego od 14 września 2001
346. Stanisław Szwalbe (1898–1996) – godność członka honorowego od 17 kwietnia 1977
347. Stanisław Szymański (1911–2000) – godność członka honorowego od 26 października 1989
348. Eugeniusz Szyr (1915–2000) – godność członka honorowego od 15 maja 1965
349. Józef Talik (ur. 1949-2023[64])[65] – godność członka honorowego od 3 grudnia 2022
350. Anna Teodorczyk (ur. 1946) – godność członka honorowego od 14 września 2013
351. Krzysztof Tęcza (ur. 1956) – godność członka honorowego od 3 grudnia 2022
352. Mieczysław Tokarski (1947-2024)[66] – godność członka honorowego od 15 września 2017
353. Witold Tokarski (1909–2003) – godność członka honorowego od 14 września 2001
354. Wojciech Tomalak (1955–2021[67]) – godność członka honorowego od 15 września 2017
355. Wanda Tomaszewska (1908–2004) – godność członka honorowego od 5 września 1997
356. Marian Tomaszewski (ur. 1956) – godność członka honorowego od 3 grudnia 2022
357. Sylwester Tomaszewski (1916–2005) – godność członka honorowego od 13 stycznia 1990
358. Andrzej Tomczak (1922–2017) – godność członka honorowego od 14 września 2013
359. Henryk Tomkiewicz (ur. 1932) – godność członka honorowego od 5 września 1997
360. Teresa Trębala (1930-2024)[68] – godność członka honorowego od 14 września 2001
361. Elfryda Trybowska (1913–2007) – godność członka honorowego od 14 czerwca 1985
362. Kazimierz Tumski (1931–2017) – godność członka honorowego od 16 września 2005
363. Janina Barbara Twaróg (1926-2023)[69] – godność członka honorowego od 5 września 1997
364. Zbigniew Twaróg (1924–2020)[70] – godność członka honorowego od 26 lutego 1993
365. Ryszard Tylicki (ur. 1938) – godność członka honorowego od 14 września 2001
366. Eugeniusz Uciński (1930–2007) – godność członka honorowego od 16 września 2005
367. Janusz Umiński (ur. 1932–2023)[71] – godność członka honorowego od 5 września 1997
368. Piotr Wiesław Uksik (ur. 1941) – godność członka honorowego od 3 grudnia 2022
369. Stanisław Urban (1929–2019) – godność członka honorowego od 14 września 2013
370. Józef Urbanowicz (1916–1989) – godność członka honorowego od 11 maja 1968
371. Henryk Wacewicz (ur. 1941) – godność członka honorowego od 14 września 2013
372. Franciszek Wachowiak (ur. 1917) – godność członka honorowego od 26 października 1989
373. Marian Wajgiel (1920–2003) – godność członka honorowego od 26 października 1989
374. Józef Waliłko (1911–1988) – godność członka honorowego od 14 czerwca 1985
375. Henryk Walkowski (1913–2010) – godność członka honorowego od 5 września 1997
376. Tadeusz Warszycki (ur. 1935) – godność członka honorowego od 4 września 2009
377. Stanisław Wasilewski (1917–2016) – godność członka honorowego od 26 października 1989
378. Barbara Waśkowska (1935–2023[72]) – godność członka honorowego od 16 września 2005
379. Henryk Wawrzyniak (1928-2024)[73] – godność członka honorowego od 3 grudnia 2022
380. Stanisław Węglowski (1913–1989) – godność członka honorowego od 14 czerwca 1985
381. Jacek Węgrzynowicz (1922–1994) – godność członka honorowego od 5 czerwca 1981
382. Edward Wieczorek (1954-2022)[74] – godność członka honorowego od 15 września 2017
383. Jerzy Winsze (ur. 1936–2023)[75] – godność członka honorowego od 16 września 2005
384. Stanisław Winter (1942-2024)[76] – godność członka honorowego od 14 września 2013
385. Andrzej Wiśniewski (1932–2018) – godność członka honorowego od 4 września 2009
386. Edward Wiśniewski (ur. 1938) – godność członka honorowego od 4 września 2009
387. Adam Wiśniowski (1933–2020) – godność członka honorowego od 4 września 2009
388. Zygmunt Wojciechowski (1922–2010) – godność członka honorowego od 4 września 2009
389. Aleksander Wójcik (1923–2021[77]) – godność członka honorowego od 14 września 2001
390. Wiesław Aleksander Wójcik (ur. 1946) – godność członka honorowego od 3 grudnia 2022
391. Bolesław Wojewódzki (1909–1986) – godność członka honorowego od 5 czerwca 1981
392. Władysław Kazimierz Wojewódzki (1920–2017) – godność członka honorowego od 5 września 1997
393. Edward Wincenty Wołoszyn (1903–1977) – godność członka honorowego od 17 kwietnia 1977
394. Karol Wojtyła – papież Jan Paweł II (1920–2005) – godność członka honorowego od 16 listopada 1981
395. Czesław Woźniak (1942–2018) – godność członka honorowego od 4 września 2009
396. Mieczysław Arkadiusz Woźniak (1933–2021) – godność członka honorowego od 4 września 2009[78]
397. Tomasz Wróbel (1897–1982) – godność członka honorowego od 15 maja 1965
398. Józef Wróblewski (ur. 1936) – godność członka honorowego od 4 września 2009
399. Stefan Wróblewski (1926–2016) – godność członka honorowego od 4 września 2009
400. Tymoteusz Wróblewski (ur. 1938) – godność członka honorowego od 4 września 2009
401. Alicja Wrzosek (ur. 1958) – godność członka honorowego od 3 grudnia 2022
402. Ryszard Wrzosek (ur. 1941) – godność członka honorowego od 16 września 2005
403. Gustaw Wuttke (1887–1975) – godność członka honorowego od 23 października 1975
404. Czesław Wycech (1899–1997) – godność członka honorowego od 15 maja 1965
405. Izabela Wyglądacz (1917–1995) – godność członka honorowego od 26 listopada 1972 r.[79]
406. Zbigniew Wyżga (1932–2013) – godność członka honorowego od 5 września 1997
407. Elżbieta Zagłoba-Zygler (ur. 1947) – godność członka honorowego od 3 grudnia 2022
408. Edmund Zaiczek (ur. 1936) – godność członka honorowego od 16 września 2005
409. Emilia Zajdok (1930-2023)[80] – godność członka honorowego od 4 września 2009
410. Jerzy Załęski (ur. 1924–2022)[81] – godność członka honorowego od 13 stycznia 1990
411. Janusz Zaremba (ur. 1930) – godność członka honorowego od 4 września 2009
412. Bronisław Zathey (ur. 1940) – godność członka honorowego od 4 września 2009
413. Ignacy Zatwarnicki (1920–2004) – godność członka honorowego od 5 września 1997
414. Janusz Zdebski (ur. 1944) – godność członka honorowego od 4 września 2009
415. Tadeusz Zerych (1914–2003) – godność członka honorowego od 14 czerwca 1985
416. Jerzy Zgała (1922–2016) – godność członka honorowego od 14 września 2013 r.[82]
417. Zbigniew Zieliński (1928–2016) – godność członka honorowego od 4 września 2009
418. Jerzy Ziętek (1901–1985) – godność członka honorowego od 11 maja 1968
419. Tadeusz Zombirt (ur. 1939) – godność członka honorowego od 3 grudnia 2022
420. Jadwiga Zwierz (1935–2019[83])[84] – godność członka honorowego od 4 września 2009
421. Stefan Zwoliński (1900–1982) – godność członka honorowego od 26 listopada 1972
422. Józef Żak (1924–1992) – godność członka honorowego od 26 października 1989
423. Jan Żarkowski (1897–1979) – godność członka honorowego od 26 listopada 1972
424. Danuta Żarkowska (1928–2021)[85] – godność członka honorowego od 4 września 2009
425. Wacław Żelichowski (1903–1993) – godność członka honorowego od 13 stycznia 1990
426. Janusz Żmudziński (1930–2021)[86] – godność członka honorowego od 5 września 1997
427. Mieczysław Żochowski (ur. 1949) – godność członka honorowego od 3 grudnia 2022
428. Maria Żybura (1912–1995) – godność członka honorowego od 13 stycznia 1990